# René Chapus
Pour les articles homonymes, voir Chapus.
René Chapus, né le 6 octobre 1924 à Alger et mort le 28 juillet 2017 à Paris, est un juriste français, professeur de droit à l'université Panthéon-Assas (Paris II), spécialisé en droit public (et notamment en droit administratif).
Ses articles et plus encore ses ouvrages constituent une source importante de réflexion sur les droits et contentieux administratifs français, dont il fut l’un des plus éminents connaisseurs. Il est notamment reconnu pour son ouvrage majeur de Droit du contentieux administratif, couronné par l'Académie des sciences morales et politiques.

## Biographie

### Jeunesse et études
Après avoir obtenu son baccalauréat, René Chapus suit des études de droit. Il est reçu à l'agrégation de droit public en 1953. Il est docteur en droit après avoir défendu une thèse de droit comparé au sujet des responsabilités publique et privée. Selon Le Monde, sa thèse « demeure […] un monument de la littérature juridique ».

### Parcours professionnel
Il commence sa carrière de professeur de droit public à la faculté de droit de Tunis, où il enseigne de 1954 à 1968. A cette date, il rejoint la faculté de droit et des sciences économiques de Paris.
Il est professeur émérite à l'université Panthéon-Assas (Paris II) de 1968 à 1992, où il enseigne le droit et le contentieux administratifs et crée le Centre de Recherche en Droit Administratif.

## Recherches
René Chapus a constitué une véritable doctrine du droit administratif et du contentieux administratif contemporains, dans la lignée des grands maîtres en la matière, après Édouard Laferrière (Traité de la juridiction administrative et des recours contentieux, 2 tomes, Berger-Levrault, 1887-1888, réimp., LGDJ, 1989), Maurice Hauriou (Précis de droit administratif et de droit public, Paris, éd. Sirey, 1892 à 1933), Marcel Waline (Traité de droit administratif, Paris, éd. Sirey, 1936 à 1970), et Raymond Odent (Contentieux administratif, fasc. I à VI, Les cours de droit, Paris, 1977-1981, réimp., 2 tomes, Dalloz, 2007).
Ses études se rapportent principalement à divers aspects de l'état et de l'évolution du droit administratif jurisprudentiel durant la seconde moitié du XXe siècle. Elles touchent notamment à la rénovation ayant donné au juge administratif les moyens juridiques de sa mission, aux progrès de la sensibilité du juge administratif aux exigences du droit européen, à la « jonction » entre droit administratif et principes constitutionnels.
Certains de ses articles ont marqué l'histoire de la construction du droit administratif, comme son étude "Le service public et la puissance publique", ou l'étude de tel ou tel de ses aspects, qu'il s'agisse des actes de gouvernement, du statut des règlements autonomes, de la valeur des principes généraux du droit ou encore de l'office du juge administratif.
Sous l'égide de Renaud Denoix de Saint Marc et du président Labetoulle, il a apporté une grande contribution aux deux projets d'envergure entrepris par le Conseil d'État à la fin des années 1990, qu'ont été l'écriture du Code de justice administrative (adopté par l'ordonnance et les décrets du 4 mai 2000) et la préparation de la réforme des procédures d'urgence (nouveaux référés administratifs issus de la loi du 30 juin 2000). Il joua notamment un rôle déterminant dans l'insertion d'un titre préliminaire au sein du code de justice administrative, « décalogue » dont l'élégance et la sobriété sont dignes du premier Code civil.
Ses ouvrages servent souvent de référence pour les professionnels du droit, notamment pour les rapporteurs publics des juridictions administratives, qui n'hésitent à pas en faire état dans leurs conclusions.

## Hommages et distinctions
- Officier de la Légion d'honneur (1998)[5].
- Commandeur des Palmes académiques.
- Docteur honoris causa des Facultés tunisiennes de droit.
- Prix Julliot de la Morandière de l'Académie des sciences morales et politiques en 1985.

## Œuvres et publications

### Ouvrages
- Responsabilité publique et responsabilité privée. Les influences réciproques des jurisprudences administrative et judiciaire (préf. Marcel Waline) (Thèse), Paris, La Mémoire du droit, coll. « Faculté Jean Monnet », février 2010 (1re éd. 1954), 584 p. (ISBN 978-2-84539-024-9, présentation en ligne).
- Le contrôle et le contentieux de l'administration en Tunisie, Tunis, Impr. off. (Publ. ENA), coll. « Centre de recherches et d'études administratives », 1969, 136 p.
- Cours de droit constitutionnel et d'institutions politiques (cours de licence 1re année, faculté de droit et des sciences économiques), Paris, Les cours de droit, 1968-1970, 782 p. (présentation en ligne).
- Droit du contentieux administratif, Paris, Montchrestien, coll. « Domat droit public », mars 2008, 13e éd. (1re éd. 1982), 1560 p., broché (ISBN 978-2-7076-1587-9, ISSN 0986-5187, présentation en ligne).
- Droit administratif général, vol. 1 et 2, Paris, Montchrestien, coll. « Domat droit public », septembre 2001, 15e éd. (1re éd. 1985 et 1986), 1440 et 808 p., broché (ISBN 2-7076-1266-9 et 2-7076-1267-7, ISSN 0986-5187, présentation en ligne).
- L'administration et son juge, Paris, Presses universitaires de France (PUF), coll. « Doctrine juridique », 1999, 432 p., broché (ISBN 978-2-13-049896-4, présentation en ligne).

### Sélection d'articles et études
- La loi d'habilitation du 11 juillet 1953 et la question des décrets-lois, RDP, 1953, p. 954 ;
- La notion d'acte administratif dans le contentieux de l'excès de pouvoir (note sous CE 19 février 1954, Palaprat), JCP 1954, II, no 8205 ;
- La juridiction compétente pour connaître des recours formés par les personnes publiques contre leurs agents, auteurs de fautes personnelles (note sous TC 26 mai 1954, Moritz), Dalloz, 1955, p. 385 ;
- L'acte de gouvernement, monstre ou victime ?, Dalloz, 1958, chron., p. 5 ;
- Compétence juridictionnelle et régime de la responsabilité en cas d'accidents survenus dans les colonies de vacances organisées par les personnes publiques (note sous Civ. 30 octobre 1957 et Paris 7 juin 1957), Dalloz, 1958, p. 423 ;
- De la soumission au droit des règlements autonomes, Dalloz, 1960, chron., p. 119 ;
- Le régime de l'admission à postuler aux emplois publics ; l'administration de la preuve devant la juridiction administrative (note sous CE 21 décembre 1960, Serra, Vicat-Blanc), Dalloz, 1961, p. 421 ;
- De la valeur juridique des principes généraux du droit et des autres règles jurisprudentielles en droit administratif, Dalloz, 1966, chron., p. 99 ;
- Le service public et la puissance publique, RDP, 1968, no 2, pp. 235–282. (Critique de Paul Amselek dans : Le service public et la puissance publique. Réflexion autour d'une étude récente, AJDA, 1968, no 4, pp. 492–514) ;
- Responsabilité de la puissance publique, in Encyclopaedia Universalis, 1970 ;
- Structure de la responsabilité pour dommage de travaux publics, in Mélanges Marcel Waline, Le juge et le droit public, LGDJ, 1974, t.2, pp. 307-322 ;
- Qu'est-ce qu'une juridiction ? La réponse de la juridiction administrative, in Mélanges Charles Eisenmann, éd. Cujas, 1975, pp. 265-297 ;
- De l'office du juge : contentieux administratif et nouvelle procédure civile, EDCE, 1977-1978, no 29, pp. 11–65 ;
- La Cour des comptes et le juge judiciaire, in La Cour des comptes d'hier à demain (Colloque Cour des comptes-Université, 1977), LGDJ, 1979, p. 119 ;
- Le contrôle des faits par le Conseil d'État français en tant que juge de cassation, RIDC 1980, n° spécial, p.183 ;
- La détermination des agents des services publics industriels et commerciaux se trouvant dans une situation de droit public (note sous TC 28 mai 1979, Chambre de commerce d'Angers), Dalloz, 1980, p.361 ;
- Nationalité et exercice de fonctions publiques, in Mélanges Robert-Edouard Charlier, éd. Emile-Paul, 1981, p. 19 ;
- Rapport de synthèse du Colloque national du trentième anniversaire des Tribunaux administratifs, EDCE 1983-1984, no 34, p. 342 ; et Actes du Colloque, éditions du CNRS, 1986, p. 331 ;
- Le juge administratif face à l'urgence (Rapport de synthèse, Colloque Astrafi), Gaz. Pal, 1985, doctor. p. 317 ;
- Les aspects procéduraux de la réforme du contentieux administratif (loi du 31 décembre 1987), AJDA, 1988, p. 93 ;
- Le statut des décrets réglementaires délibérés en conseils des ministres, Dalloz, 1988, chron., p. 199 ;
- Activités des personnes publiques, droit de la concurrence et compétence juridictionnelle (note sous Paris, 30 juin 1988, Société d'exploitation et de distribution d'eau), RFDA, 1989, p. 80 ;
- Les fondements de l'organisation de l'État définis par la Déclaration de 1789 et leurs prolongements dans la jurisprudence du Conseil constitutionnel et du Conseil d'État, in La déclaration des droits de l’homme et du citoyen et la jurisprudence (Colloque du Conseil constitutionnel des 25 et 26 mai 1989), PUF, 1989, pp. 181-207 ;
- Dualité de juridictions et unité de l'ordre juridique, RFDA, 1990, p. 739 ;
- L'administration et son juge. Ce qui change, EDCE, 1992, no 43, pp. 259–276 ;
- Le juge de cassation vu par lui-même, RFDA, 1993, p. 756 ;
- Signification de l'arrêt Blanco, in L'administration et son juge, PUF, 1999;
- Le principe de la liaison de la compétence et du fond et l'arrêt Moritz, in L'administration et son juge, PUF, 1999 ;
- La justice administrative : évolution et codification - Lecture du code de justice administrative, RFDA, 2000, p. 929 ;
- L'élaboration du droit : la jurisprudence (Rapport introductif), La Revue administrative, PUF, 2000, n° spécial 3, pp. 33-37 ;
- Marcel Waline et la théorie du contentieux administratif, RDP, 2002, p. 947 ;
- Georges Vedel et l’actualité d’une « notion fonctionnelle » : l’intérêt d’une bonne administration de la justice, RDP, 2003, p. 3 ;
- Vues sur la justice administrative (2001-2005), in Mélanges Daniel Labetoulle, Juger l’administration, administrer la justice, Dalloz, 2007, pp. 159-173.

## Citations de l'auteur
- « La liberté est une chose, la fantaisie en est une autre », au sujet des personnes publiques qui se soumettent de manière volontaire à une règle de procédure qui n'était pas imposée, DAG I, no 1223, page 1031.
- Citant le fameux arrêt du Conseil d’État du 28 juin 1935 relatif à la domanialité publique des cimetières, " l’arrêt Mougamadousadagnetoullah, dit (heureusement) Marecar", DAG II, no 452, page 385.
- A propos de l'affaire Morsang-sur-Orge relative au bon ordre moral (CE Ass, 27 octobre 1995, no 22630), en décrivant les faits du lancer de nain : "le nain, dûment matelassé, était, bien entendu, volontaire et rémunéré ; nous ne sommes plus au temps des Romains". Puis de conclure ses développements en considérant que l'auteur de L'Esprit des lois aurait certainement trouvé "admirable" la solution du Conseil d’État. « Mais on peut penser que ce n'est pas sans quelque ironie qu'il en aurait fait état dans le chapitre de son ouvrage intitulé : "De l'emploi des nains chez les peuples civilisés" », DAG I, no 910, page 709.
- " Il n'y a pas de choix possible entre une procédure contradictoire et une procédure qui ne le serait pas ", DCA, page 838.
- « S'il est vrai que la complication va de pair avec le progrès (dont elle serait l'inévitable rançon), on doit reconnaitre que le droit administratif a beaucoup progressé », L'administration et son juge. Ce qui change, pp. 259-276.

### Ouvrages
- Collectif (préf. Georges Vedel), Mélanges René Chapus : Droit administratif (Mélanges juridiques), Paris, LGDJ, coll. « Anthologie du droit », décembre 2013 (1re éd. 1992), 714 p. (ISBN 978-2-275-04190-2, présentation en ligne) : sommaire en ligne.
- C. Vautrot-Schwarz, La qualification juridique en droit administratif, thèse, LGDJ, BDP, t. 263, 2009.
- Fabrice Melleray, Le droit administratif de René Chapus, Dalloz, coll. « Méthodes du droit », 2021

### Articles
- J.-J. Bienvenu, « Remarques sur quelques tendances de la doctrine contemporaine de droit administratif », Droits, no 1, 1985, p. 153.
- H. Moussa, « Le droit administratif général de René Chapus. Positivisme technologique et fonction constructive, jurislative et pédagogique d’une doctrine sans état d’âme », Journal des sociétés, 1987, no 109.
- H. Moussa, « Le droit administratif de René Chapus », Mélanges René Chapus, Montschrestien, 1992, rééd. LGDJ-Lextenso, 2014, p. 455.
- X. Souvignet, « Le Traité élémentaire de Marcel Waline, « vecteur du droit administratif moderne », RFDA, 2014, p. 174.
- F. Melleray, « Marcel Waline et la manière française contemporaine de faire du droit administratif », RFDA, 2014, p. 145.
- Alexandre Ciaudo, Florian Poulet, Alexis Frank, « Hommage au Professeur René Chapus », Le blog Droit administratif, 4 aout 2017.
- Fabrice Melleray, « Mort de René Chapus, professeur de droit », Le Monde, 11 aout 2017.
- Pierre Delvolvé, Pierre Bon, Dominique Pouyaud, « In memoriam - René Chapus (1924-2017) », RFDA, 2017, p. 617.
- Jacques-Henri Stahl, « Hommage au professeur Chapus (1924-2017) », Droit Administratif, no 8, Août 2017, repère 8.
- Bertrand Seiller, « René Chapus, figure majeure du droit administratif », La Semaine Juridique Édition Générale, no 37, 11 septembre 2017, 920.
- Marie-Christine de Montecler, « Deux hommes, deux œuvres », AJDA, 2017, p.1636.
- Jean-Marc Sauvé, "L’apport de René Chapus au contentieux administratif", Intervention lors de l'Hommage organisé par l’Université Paris II Panthéon-Assas et le Centre de recherche en droit administratif le 16 janvier 2018, consultable sur le site du Conseil d’État.
- Bertrand Seiller et alii, "Dossier : Le printemps de la jeune recherche René Chapus", Colloque de l'AFDA organisé à l'Université de Bordeaux le 13 juin 2018, RFDA, 2019, page 345.